# 東毛少年自然の家
東毛少年自然の家（とうもうしょうねんしぜんのいえ）は、群馬県太田市の八王子丘陵上にある青少年野外活動のための宿泊施設。群馬県教育委員会により設置された。
自然の森の中にあり、ボーイスカウトや林間学校等に利用されている。団体での利用が主であるが、家族やグループでの利用にも対応している。
近隣には茶臼山、藪塚石切場跡、三日月村、スネークセンターがある。

## 住所
- 〒379-2301 群馬県太田市藪塚町3657番地

## 施設
- 構造 - 鉄筋コンクリート建
- 主な設備 - プレイホール、野外作業場、キャンプ場、研修室（大・中・小）
- 宿泊施設 - 定員200名（宿泊室10部屋、スタッフルーム2部屋）
- 使用期間 - 通年 （月曜日・年末年始を除く）

## 交通
- 東武桐生線藪塚駅から徒歩30分
- 国道50号岩宿の信号を右折→東毛少年自然の家の信号を左折約10分
- 群馬県道78号太田大間々線東毛少年自然の家の信号を右折約10分